# Manettia bernardii
Manettia bernardii é uma espécie de dicotiledónea pertencente à família Rubiaceae, descrita em 1971.